# Tokugawa Yoshinobu-ke
La maison Tokugawa Yoshinobu (徳川慶喜家, Tokugawa Yoshinobu-ke) est fondée en 1902 lorsque l'empereur Meiji permet à Tokugawa Yoshinobu, dernier shōgun du Japon, de fonder une maison avec le rang de noblesse le plus élevé, kōshaku (prince). Le titre est officiellement déclaré obsolète en 1947, bien que la famille l'utilise toujours.
L'épouse du prince Takamatsu-no-miya Nobuhito (troisième fils du Taishō Tennō) est Tokugawa Kikuko, fille de Yoshihisa, deuxième prince du Yoshinobu-ke.

## Chefs de la famille
1. 1902–1913 公爵徳川慶喜 prince Tokugawa Yoshinobu, 1er prince du Yoshinobu-ke (1837–1913)
2. 1913–1922 公爵徳川慶久 prince Tokugawa Yoshihisa, 2e prince du Yoshinobu-ke (1884–1922)
3. 1922–1993 公爵徳川慶光 prince Tokugawa Yoshimitsu, 3e prince du Yoshinobu-ke (1913–1993)
4. 1993–2017 徳川慶朝 Tokugawa Yoshitomo, 4e prince du Yoshinobu-ke (1950–2017)

## Source
- Tokugawa Yoshitomo, Tokugawa Yoshinobu-ke ni yōkoso: waga ie ni tsutawaru aisubeki "saigo no shōgun" no yokogao, Bunshun-bunko, 2005

## Référence
- (en) Cet article est partiellement ou en totalité issu de l’article de Wikipédia en anglais intitulé « Tokugawa Yoshinobu-ke » (voir la liste des auteurs).